# 阿歷山度·紐尼斯
阿歷山度·紐尼斯（Alessandro Nunes，1982年3月2日—）一般称作紐尼斯，生於聖若昂達博阿維斯塔，巴西职业足球运动员，现效力于日本職業足球联赛球会新潟天鵝队。